# Mémoire de sable
Mémoire de sable est une série de bande dessinée d'Isabelle Dethan
Cette série est terminée.

## Albums
- Tome 1 : La Tour du savoir (1993)
- Tome 2 : Cité-Morgane (1994)
- Tome 3 : Lune noire (1995)

- Édition intégrale (2000)  (ISBN 2-84055-479-8)

## Publication

### Éditeurs
- Delcourt (Collection Terres de Légendes) : Tomes 1 à 3 (première édition des tomes 1 à 3).